# Sharika Nelvis
Sharika Renea Nelvis (Memphis, 10 maggio 1990) è un'ostacolista statunitense.

## Biografia
Nata in Tennessee, Nelvis ha perso entrambi i genitori all'età di 8 anni ed è stata cresciuta prima dalla nonna e poi da una zia. Ha iniziato a praticare sport dall'età di 11 anni, avvicinandosi all'atletica leggera oltre che alla pallavolo e la pallacanestro. Dopo un brevissimo periodo al Southwest Mississippi Community College, viene reclutata dall'Arkansas State University, dove si insedia all'interno dei circuiti NCAA gareggiando nelle corse ad ostacoli.
Internazionalmente debutta nel 2015, nei meeting della Diamond League e poi ai Mondiali in Cina, terminando ottava in finale dei 100 metri ostacoli. Non centra la qualificazione ai Giochi olimpici di Rio de Janeiro 2016, mentre arriva quarta ai Mondiali indoor in Gran Bretagna nel 2018. Nel 2019, Nelvis partecipa alla staffetta ad ostacoli vincente ai World Relays in Giappone.

## Palmarès
| Anno | Manifestazione      | Sede       | Evento               | Risultato | Prestazione | Note |
| ---- | ------------------- | ---------- | -------------------- | --------- | ----------- | ---- |
| 2015 | Mondiali            | Pechino    | 100 m hs             | 8ª        | 13"06       |      |
| 2018 | Mondiali indoor     | Birmingham | 60 m hs              | 4ª        | 7"86        |      |
| 2019 | World Relays        | Yokohama   | Staffetta a ostacoli | Oro       | 54"96       |      |
| 2019 | Giochi panamericani | Lima       | 100 m hs             | 7ª        | 13"23       |      |